# Чемпионат Москвы по футболу 1922 (осень)
Чемпионат Москвы по футболу 1922 (осень) стал ХIХ (и последним) первенством, организованным Московской футбольной лигой (МФЛ).
Турнир главных команд (Класс «А») носил название Кубок Фульда.
Чемпионом в седьмой раз стал клуб «Замоскворецкий» КС.

## Организация и проведение турнира
Состав участников класса «А» вновь, как и в предыдущем турнире, включал шесть участников. Место выбывшего в прошлом сезоне клуба «Мамонтовка» занял перешедший из класса «Б» клуб «Рогожско-Симоновский» КС.
Каждый из них мог выставить с этого сезона по пять команд (всего 30 команд), участвовавших в розыгрыше традиционных кубков (Фульда, Вашке и Миндера).
В классе «Б» выступали 8 клубов четырьмя командами, выставившие восемь I, по семь II и III, и шесть IV команд (всего 28 команд). Они разыграли кубок Мусси и прочие соревнования своего класса.
По итогам первенства предусматривалась ротация клубов между классами «А» и «Б» с проведением матча между неудачником класса «А» и победителем класса «Б».
В классе «В» выступали 16 клубов двумя командами, разбитые на четыре группы по 4 команды (всего 32 команды).
Таким образом, всего на одиннадцати соревновательных уровнях приняли участие 90 команд, представлявшие 30 клубов.
На высшем уровне (I команды класса «А») участвовали 6 команд
- КФ «Сокольники»
- «Замоскворецкий» КС
- СК «Замоскворечье»
- ОЛЛС
- «Рогожско-Симоновский» КС
- «Физическое воспитание»

## Ход турнира (I команды класса «А»)
Турнир стартовал 30 июля и проводился в два круга.
Такое сравнительно раннее начало осеннего турнира было связано с планируемым в сентябре Всероссийским первенством по легкой атлетике (в программе которого предполагался и футбольный турнир, названный позднее Чемпионатом РСФСР 1922 года), а также рядом междугородних и международных матчей. Тем не менее, МФЛ планировала завершить чемпионат к 1 октября.
Первый круг был сыгран в три недели (к 20 августа). По его результатам ожидаемо лидировали СК «Замоскворечье» и «Замоскворецкий» КС, прошедшие эту дистанцию без поражений. Неожиданностью стало очень слабое выступление весеннего чемпиона — ОЛЛС, с разгромным счетом проигравшего всем лидерам. Второй круг начался только 27 сентября — существенно позднее предполагаемого времени, когда уже начали ухудшаться погодные условия (турнир завершался, когда уже выпал снег). Вдобавок различные советские организации (Всевобуч, РКСМ, РСКОФК и другие) начали буквально третировать «буржуазные» клубы и МФЛ, проводя проверки и так называемые «перерегистрации», а также внезапно без каких-либо предупреждений и законных оснований отчуждать помещения и спортивные площадки, что явилось причиной срыва ряда матчей (в знак протеста МФЛ 15 октября временно приостановила розыгрыш).
В довершение всех трудностей, некоторые особенно упорно проходившие матчи чемпионата сопровождались вспышками грубости со стороны футболистов: имели место даже драки на поле. На одну из них в начале турнира МФЛ не отреагировала должным образом, фактически простив её зачинщика, игрока СКЗ и сборной Москвы В. Лапшина; когда же в 7 туре после стычки ещё двух известных футболистов — Вс. Кузнецова (СК «Замоскворечье») и Н. Троицкого (КФ «Сокольники») — матч между этими командами был сорван, вмешался РСКОФК и потребовал от МФЛ исключить команды из турнира. В результате чемпионат остался без двух фаворитов и практически лишился зрительского интереса — сразу после принятия этого решения «Замоскворецкий» КС стал чемпионом и, сыграв вничью с ОЛЛС в последнем туре (состоящего из одного матча), позволил последнему занять второе место по соотношению мячей.
Это был последний чемпионат Москвы, проведенный Московской футбольной лигой. Практически сразу же после окончания первенства комитет МФЛ, понимая, что дни её существования в новом государстве сочтены, обратился с открытым письмом в советские организации, в первую очередь, в РСКОФК, с просьбой не ликвидировать футбольные клубы немедленно, а дать время их членам и персоналу на реструктуризацию в новых условиях с целью сохранения достигнутого уровня организации футбольного хозяйства. К этой просьбе новое спортивное руководство столицы отнеслось благосклонно, в результате большинство футбольных коллективов (вместе с материально-технической базой) обрели новых владельцев, а некоторые клубы даже сумели сохраниться в новых условиях, практически всего лишь сменив названия.

### Турнирная таблица
| № | Команды                   | 1       | 2       | 3       | 4       | 5       | 6       | В                   | Н                   | П                   | М                   | О                   |
| - | ------------------------- | ------- | ------- | ------- | ------- | ------- | ------- | ------------------- | ------------------- | ------------------- | ------------------- | ------------------- |
|   | «Замоскворецкий» КС       |         | 7:1 2:2 | 0:0 3:0 | 5:2 2:0 | 0:0 2:2 | 2:0     | 4                   | 2                   | 0                   | 19 — 5              | 10                  |
|   | ОЛЛС                      | 2:2 1:7 |         | 2:3 8:0 | 7:1 3:0 | 2:5 0:3 | 0:4 6:0 | 3                   | 1                   | 2                   | 23 — 13             | 7                   |
|   | «Физическое воспитание»   | 0:3 0:0 | 0:8 3:2 |         | 2:0 1:0 | 2:6     | 2:5 1:5 | 3                   | 1                   | 2                   | 6 — 13              | 7                   |
| 4 | «Рогожско-Симоновский» КС | 0:2 2:5 | 0:3 1:7 | 0:1 0:2 |         | 1:5     | 1:5     | 0                   | 0                   | 6                   | 3 — 20              | 0                   |
|   | СК «Замоскворечье»        | 2:2 0:0 | 3:0 5:2 | 6:2 ·   | 5:1 ·   |         | 6:0 3:1 | клуб снят с турнира | клуб снят с турнира | клуб снят с турнира | клуб снят с турнира | клуб снят с турнира |
|   | КФ «Сокольники»           | 0:2 ·   | 0:6 4:0 | 5:1 5:2 | 5:1 ·   | 1:3 0:6 |         | клуб снят с турнира | клуб снят с турнира | клуб снят с турнира | клуб снят с турнира | клуб снят с турнира |

### Матчи
| 30 июл | ОЛЛС | 3:0 | «Рогожско-Симоновский» КС | Москва        |
|        |      |     |                           | Стадион: РСКС |

| 30 июл | КФ «Сокольники» | 5:2 | «Физическое воспитание» | Москва       |
|        |                 |     |                         | Стадион: ОФВ |

| 30 июл | «Замоскворецкий» КС | 0:0 | СК «Замоскворечье» | Москва       |
|        |                     |     |                    | Стадион: ЗКС |

| 6 авг | «Физическое воспитание» | 3:2 | ОЛЛС | Москва        |
|       |                         |     |      | Стадион: ОЛЛС |

| 6 авг | СК «Замоскворечье» | 6:0 | КФ «Сокольники» | Москва       |
|       |                    |     |                 | Стадион: СКЗ |

| 6 авг | «Замоскворецкий» КС | 2:0 | «Рогожско-Симоновский» КС | Москва        |
|       |                     |     |                           | Стадион: РСКС |

| 13 авг | «Физическое воспитание» | 1:0 | «Рогожско-Симоновский» КС | Москва        |
|        |                         |     |                           | Стадион: РСКС |

| 13 авг | «Замоскворецкий» КС | 2:0 | КФ «Сокольники» | Москва       |
|        |                     |     |                 | Стадион: СКС |

| 13 авг                                                                                         | СК «Замоскворечье»                  | 3:0 | ОЛЛС | Москва                        |
|                                                                                                | - А.Георгиевский 8′ - Селин 40′ 89′ |     |      | Стадион: СКЗ Судья: Л.Романов |
| СК «Замоскворечье»: Н.Соколов - ... Селин, А.Георгиевский ... ОЛЛС: ... Н.Иванов, Жибоедов ... |                                     |     |      |                               |

| 19 авг | «Замоскворецкий» КС | 0:0 | «Физическое воспитание» | Москва       |
| |                     |     |                         | Стадион: ЗКС |
| «Замоскворецкий» КС: Баклашев - П.Попов, Рущинский - П.Лавров, Лепорский, Федяев - Перницкий, В.Михайлов, К.Блинков, Исаков, В.Блинков |                     |     |                         |              |

| 19 авг | КФ «Сокольники» | 4:0 | ОЛЛС | Москва        |
|        |                 |     |      | Стадион: ОЛЛС |

| 19 авг                                                                         | СК «Замоскворечье» | 5:1 | «Рогожско-Симоновский» КС | Москва |
| СК «Замоскворечье»: ... В.Лапшин ... · «Рогожско-Симоновский» КС: ... Зуев ... |                    |     |                           |        |

| 20 авг | «Замоскворецкий» КС | 7:1 | ОЛЛС | Москва       |
| |                     |     |      | Стадион: ЗКС |
| «Замоскворецкий» КС: Баклашев - П.Попов, Рущинский - П.Лавров, Лепорский, Федяев - Перницкий, В.Михайлов, К.Блинков, Исаков, В.Блинков |                     |     |      |              |

| 20 авг                                                                                              | СК «Замоскворечье» | 6:2 | «Физическое воспитание» | Москва                     |
| |                    |     | - С.Троицкий 0:1′       | Стадион: СКЗ Судья: Матрин |
| СК «Замоскворечье»: Н.Соколов - ... В.Лапшин ... Физическое воспитание: ... С.Троицкий, А.Холин ... |                    |     |                         |                            |

| 20 авг | КФ «Сокольники» | 5:1 | «Рогожско-Симоновский» КС | Москва        |
|        |                 |     |                           | Стадион: РСКС |

| 27 сен | ОЛЛС | 7:1 | «Рогожско-Симоновский» КС | Москва                        |
| |      |     | 0:0(пен.)                 | Стадион: ОЛЛС Судья: С.Сысоев |
| ОЛЛС: Шимкунас - М.Исаев, Шмидт - Дмитриев-Моро, В.Ратов, Пав.Лебедев - С.Чесноков, П.Савостьянов, М.Ратов, К.Тюльпанов, Жибоедов |      |     |                           |                               |

| 27 сен | КФ «Сокольники» | 5:1 | «Физическое воспитание» | Москва       |
| |                 |     |                         | Стадион: СКС |
| КФ «Сокольники»: Чулков - л.Смирнов, Игнатов - Неврев, И.Овечкин, П.Овечкин - Шумель, Н.Троицкий, М.Денисов, Житарев, А.Петров |                 |     |                         |              |

| 27 сен | СК «Замоскворечье»            | 2:2 | «Замоскворецкий» КС                  | Москва                            |
| | - Селин 42′ - Аполлонский 90′ |     | - 48′ 82'(пен.) 86′ (пен.) К.Блинков | Стадион: СКЗ Судья: И.Савостьянов |
| СК «Замоскворечье»: Н.Соколов - В.Лапшин, Вс.Кузнецов - Малахов, С.Бухтеев, Е.Георгиевский - Т.Григорьев, М.Сушков, Селин, Татарников, Аполлонский «Замоскворецкий» КС: Баклашев - П.Попов, Рущинский - П.Лавров, Лепорский, Федяев - Перницкий, В.Михайлов, К.Блинков, Исаков, В.Блинков |                               |     |                                      |                                   |

| 1 окт | ОЛЛС                               | 8:0 | «Физическое воспитание» | Москва                                       |
| | - Жибоедов 10′ - М.Ратов (2)′ (3)′ |     |                         | Стадион: ОФВ Судья: Э.Чарнок (46'В.Васильев) |
| ОЛЛС: Шимкунас - М.Исаев, Шмидт - Дмитриев-Моро, В.Ратов, Пав.Лебедев - С.Чесноков, П.Савостьянов, М.Ратов, Н.Бобров, Жибоедов Физическое воспитание: Зиновьев - Б.Мигунов, Костинский - Леттер, Пирогов, Королев - Хлебников, Решетов, В.Гридин, С.Троицкий, А.Холин |                                    |     |                         |                                              |

| 1 окт | СК «Замоскворечье» | 3:1 | КФ «Сокольники» | Москва                     |
| | - Т.Григорьев 2:1′ |     |                 | Стадион: КФС Судья: Кауров |
| СК «Замоскворечье»: Н.Соколов - В.Лапшин, Вс.Кузнецов - Малахов, С.Бухтеев, Ноготков - Т.Григорьев, М.Сушков, Селин, А.Георгиевский, Аполлонский · КФ «Сокольники»: Каминский - Л.Смирнов, Игнатов - Неврев, И.Овечкин, П.Овечкин - Шумель (при 1:1), Н.Троицкий, М.Денисов, Житарев, А.Петров |                    |     |                 |                            |

| 1 окт | «Замоскворецкий» КС | 5:2 | «Рогожско-Симоновский» КС | Москва       |
| |                     |     |                           | Стадион: ЗКС |
| «Замоскворецкий» КС: Баклашев - П.Попов, Рущинский - П.Лавров, Лепорский, Федяев - Перницкий, Исаков, К.Блинков, Морозов, В.Блинков «Рогожско-Симоновский» КС: А.Николаев - Карпов, Поляков - А.Васильев, Рязанцев, Канаев - Силин, Бахвалов, Ал.Канунников, Горбунов, Л.Романов |                     |     |                           |              |

| 8 окт | «Физическое воспитание» | 2:0 | «Рогожско-Симоновский» КС | Москва       |
|       |                         |     |                           | Стадион: ОФВ |

| 8 окт | СК «Замоскворечье»                                                 | 5:2 | ОЛЛС                    | Москва                        |
| | - М.Сушков 5′ 15′ - Селин 27′ - Малахов ~50′ - А.Георгиевский ~90′ |     | - ~2′ 73′ П.Савостьянов | Стадион: ОЛЛС Судья: Б.Шмитко |
| СК «Замоскворечье»: Н.Соколов - В.Лапшин, Вс.Кузнецов - Малахов, С.Бухтеев, Е.Георгиевский - Т.Григорьев, М.Сушков, Селин ~75', А.Георгиевский, Аполлонский · ОЛЛС: Шимкунас - М.Исаев, Шмидт - Дмитриев-Моро, В.Ратов, Пав.Лебедев - С.Чесноков, П.Савостьянов, М.Ратов ~50', ..., Жибоедов |                                                                    |     |                         |                               |

Матч «Замоскворецкий» КС — КФ «Сокольники» должен был играться в этом туре, но не состоялся ввиду мероприятий, проводимых РСКОФК по перерегистрации клубов и изъятия у них в коммунальную собственность спортивных площадок
| 22 окт | «Замоскворецкий» КС | 3:0 | «Физическое воспитание» | Москва       |
|        |                     |     |                         | Стадион: ОФВ |

| 22 окт | ОЛЛС | 6:0 | КФ «Сокольники» | Москва       |
|        |      |     |                 | Стадион: СКС |

Матч СК «Замоскворечье» — «Рогожско-Симоновский» КС должен был играться в этом туре, но не состоялся ввиду мероприятий, проводимых РСКОФК по перерегистрации клубов и изъятия у них в коммунальную собственность спортивных площадок
| 29 окт | ОЛЛС | 2:2 | «Замоскворецкий» КС | Москва        |
| |      |     |                     | Стадион: ОЛЛС |
| ОЛЛС: Шимкунас - Дмитриев-Моро, Пав.Лебедев - Назаретов, В.Ратов, Колодный - С.Чесноков, П.Савостьянов, Н.Бобров, К.Тюльпанов, Жибоедов «Замоскворецкий» КС: Баклашев - Евстигнеев, С.Сысоев - Соловьев, Лепорский, Журавлев - Перницкий, Исаков, К.Блинков, Морозов, В.Блинков |      |     |                     |               |

Другие матчи этого тура: «Рогожско-Симоновский» КС — КФ «Сокольники» и «Физическое воспитание» — СК «Замоскворечье» были аннулированы и не состоялись ввиду дисквалификации КФС и СКЗ за инцидент в матче между ними 1 октября и снятия указанных команд с турнира с аннулированием всех результатов

## Низшие уровни
- Младшие команды класса «А»
  - II команды (кубок Вашке): победитель — «Замоскворецкий» КС — II
  - III команды (кубок Миндера): «Замоскворецкий» КС — III
  - IV команды: «Замоскворецкий» КС — IV
  - V команды: СК «Замоскворечье» — V
- I команды класса «Б» (кубок Мусси): победитель — МКС (другие участники: 2. КС «Орехово», «Сокольнический» КЛ, СОБС, МКЛС, «Унион», «Благуша», «Мамонтовка»)
  - Переходный турнир за право участия в классе «А»: МКС — «Рогожско-Симоновский» КС — 3:2.
- I команды класса «В»
  - Группа 1: победитель — «Академия» (другие участники: МКГ, НКФ, СКИ)
  - Группа 2: КЛИФ (другие участники: «Гознак», «Циндель», РВС)
  - Группа 3: «Выстрел» (другие участники: «Перово», «Казанка», «Измайловский» КС)
  - Группа 4: МКЛ (другие участники: «Симоновский» КС, ФКЛ, «Клинич»)[13][14][15]